# Haakon VII da Noruega
Haakon VII (Charlottenlund, 3 de agosto de 1872 – Oslo, 21 de setembro de 1957), nascido Príncipe Cristiano Frederico Carlos Jorge Valdemar Axel, foi o Rei da Noruega de novembro de 1905 a setembro de 1957, sendo o primeiro monarca após a dissolução da união pessoal com a Suécia.
Como um dos poucos monarcas eleitos, Haakon rapidamente ganhou o respeito e afeição do povo e teve papel importante ao unir os noruegueses em resistência a invasão nazista e a subsequente ocupação de cinco anos na Segunda Guerra Mundial.
Na Noruega, é considerado como um dos maiores noruegueses do século XX, particularmente reverenciado por sua coragem durante a invasão alemã, ameaçando abdicar caso o governo cooperasse com os invasores, e por sua liderança e preservação da unidade do país durante o conflito. 
Viveu até os 85 anos, reinando por 52 anos, sendo sucedido por seu filho Olavo V.

## Biografia

### Primeiros anos
O príncipe Carlos nasceu em Charlottenlund, em Copenhague. Ele era o segundo filho do príncipe Frederico (futuro Frederico VIII), o filho mais velho de Cristiano IX da Dinamarca, e de sua esposa, a princesa Luísa da Suécia, a única filha do rei Carlos XV da Suécia. Carl tornou-se rei da Noruega pessoalmente antes de seu pai e de seu irmão mais velho, o futuro Cristiano X.
O príncipe Carlos pertencia à divisão de Eslésvico-Holsácia-Sonderburgo-Glucksburgo da Casa de Oldemburgo, à qual a família real dinamarquesa pertence desde 1448. A Casa de Oldemburgo reinou a Noruega quando ela fazia parte do reino da Dinamarca-Noruega, entre 1536 e 1814.
A Casa era originalmente do norte da Alemanha, onde Glucksburg (Lyksborg) tinha seu pequeno feudo. A família tinha ligações permanentes com a Noruega desde o começo da Idade Média, e muitos dos ancestrais de Carlos (do lado paterno) tinham sido reis da Noruega independente (Haakon V da Noruega, Cristiano I da Noruega, Frederico I, Cristiano I, Frederico II, Cristiano IV, bem como Frederico III da Noruega, que incorporou a Noruega dentro do reino dinamarquês, de Schleswig e de Holstein — depois dessa incorporação, ela não era independente até 1814). Cristiano Frederico, que foi rei da Noruega brevemente em 1814, era seu tio-bisavô. Depois de 1814, a Noruega e a Suécia formaram uma união pessoal, e o rei da Noruega passou a ser Carlos XIII da Suécia (Carlos II da Noruega).

## Casamento e descendência

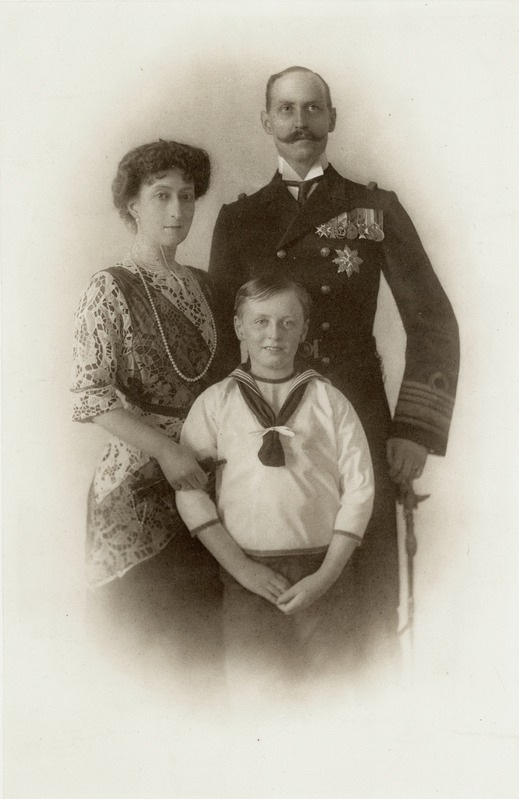
Haakon com sua esposa Maud e o filho Olavo em 1910.

Em 22 de julho de 1896, o príncipe Carlos desposou sua prima-irmã, a princesa Maud de Gales, a terceira e última filha do Príncipe de Gales e neta da rainha Vitória. A mãe de Maud, a Princesa de Gales, era sua tia paterna. O único filho do príncipe Carlos e da princesa Maud, o príncipe Alexandre, nascido em 2 de julho de 1903, assumiu o trono norueguês com o nome de Olavo V e é pai do atual monarca, Haroldo V.

### Acessão ao trono

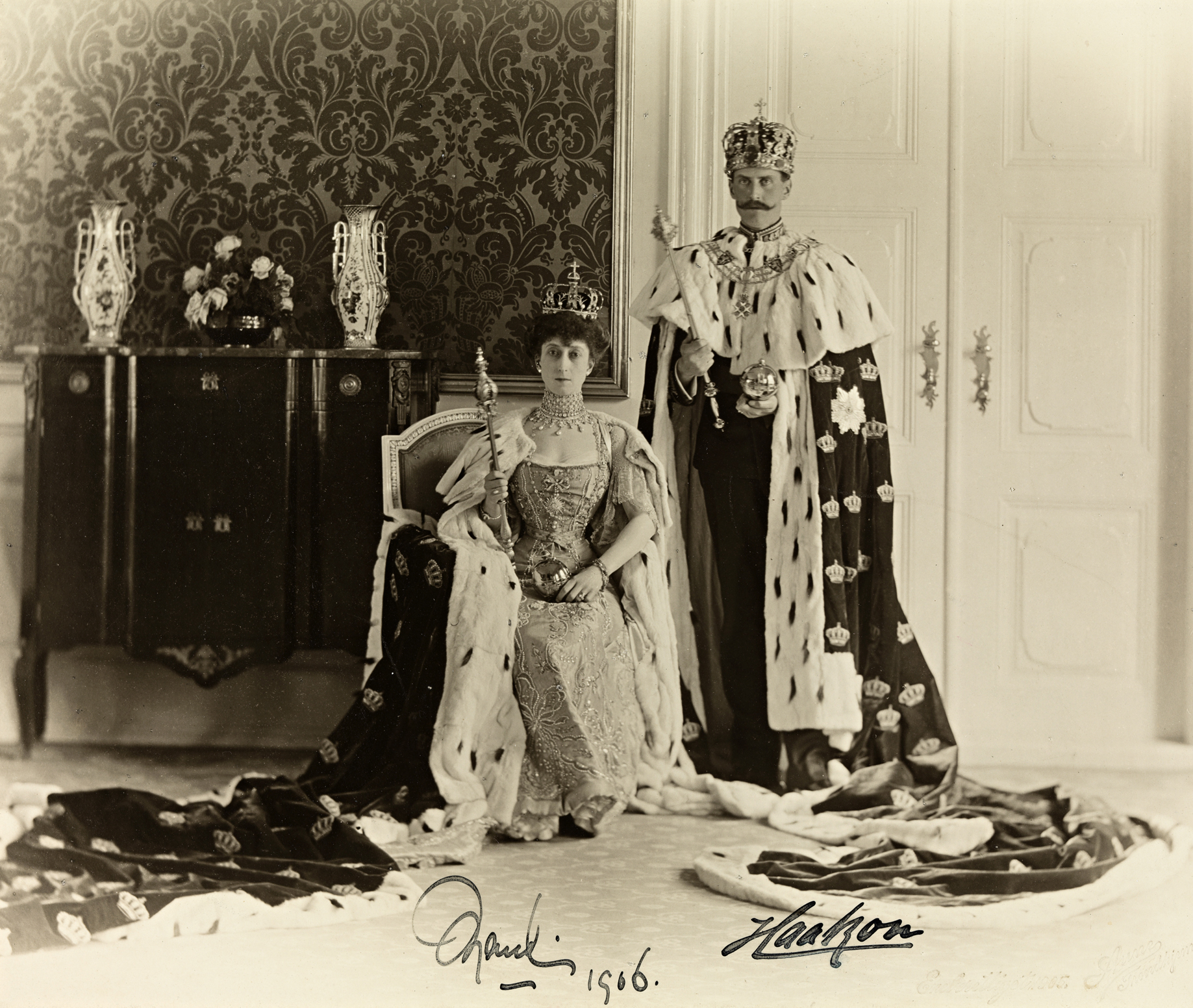
A coroação de Maud e Haakon VII da Noruega

Depois que a União entre Suécia e Noruega foi dissolvida em 1905, um comitê do governo norueguês selecionou muitos membros da realeza européia como candidatos para o cargo de primeiro rei da Noruega em muitos séculos. Gradualmente, o príncipe Carl tornou-se o principal candidato. Ele tinha um filho (e portanto um herdeiro), e sua esposa, a princesa Maud, tinha laços com a família real britânica, que foram vistos como uma vantagem para a nova e independente nação.
Idealista democrático, Carlos, ciente de que a Noruega ainda estava debatendo se continuaria com a monarquia ou se aderiria ao sistema de governo republicano, estava lisonjeado com a oferta do governo norueguês, mas não a aceitaria sem que um plebiscito mostrasse que a monarquia era verdadeiramente a escolha do povo da Noruega.
Depois que um referendo esmagadoramente confirmou que 79% dos noruegueses desejavam manter a monarquia, foi oferecido formalmente ao príncipe Carlos o trono pelo Storting (parlamento) em 18 de novembro de 1905. Quando Carlos a aceitou naquela noite, com a aprovação de seu avô Cristiano IX, ele tornou-se Haakon VII. Fazendo isso, sucedeu seu tio-avô Oscar II da Suécia, que abdicou em outubro daquele ano após um acordo entre Suécia e Noruega com os termos da separação da união. A coroação de Haakon ocorreu na Catedral de Nidaros, em Trondheim, no dia 22 de junho de 1906.
Haakon VII arranjou como esposa para seu filho e herdeiro a filha de sua irmã, a princesa Marta da Suécia.

### Últimos anos
Em julho de 1955, apenas um mês antes de seu aniversário de 83 anos, o rei Haakon VII caiu em seu banheiro, quebrando seu fêmur e causando futuras complicações. Confinado numa cadeira de rodas, o rei logo ficou deprimido por sua impotência e começou a perder seu envolvimento habitual e interesse em eventos correntes. Com a perda de mobilidade de Haakon e a deterioração de sua saúde no verão de 1957, o príncipe herdeiro Olavo começou a aparecer no lugar de seu pai em ocasiões cerimoniais, e seu papel aumentou em casos do Estado. Com a morte de Haakon, a coroa passou para o príncipe que assumiu como Olavo V da Noruega.
Haakon foi um dos mais importantes líderes noruegueses do período pré-guerra, tirando seu jovem e frágil país de condições de instabilidade política. Em 1927, ele disse, brincando, "Eu também sou rei dos comunistas". Sua lealdade à democracia provou ser crucial para a situação política do país durante a Segunda Guerra Mundial.

## Títulos em ordem cronológica
- Sua Alteza Real Príncipe Carlos da Dinamarca
- Sua Majestade O Rei da Noruega

## Curiosidade
- O Planalto do Rei Haakon VII, o platô inteiro que cerca o Pólo Sul, foi nomeado a partir dele, pelo explorador Roald Amundsen.
- Em 1914, o Condado de Haakon, em Dacota do Sul, nos Estados Unidos, foi nomeado em sua honra